# Nipponasellus tonensis
Nipponasellus tonensis är en kräftdjursart som först beskrevs av Matsumoto 1961.  Nipponasellus tonensis ingår i släktet Nipponasellus och familjen sötvattensgråsuggor. Inga underarter finns listade i Catalogue of Life.